# Clara Latimer Bacon
Clara Latimer Bacon (Hillsgrove, Condado de McDonough, Illinois, 13 de agosto de 1866 – Baltimore, 14 de abril de 1948) foi uma matemática estadunidense, professora de matemática do Goucher College. Foi a primeira mulher a obter um PhD em matemática na Universidade Johns Hopkins.